# Emilio Nappa

Wappen von Emilio Nappa

Emilio Nappa (* 9. August 1972 in Neapel) ist ein italienischer römisch-katholischer Geistlicher und Kurienerzbischof.

## Leben
Emilio Nappa empfing am 28. Juni 1997 durch Bischof Lorenzo Chiarinelli das Sakrament der Priesterweihe für das Bistum Aversa.
Nach weiteren Studien an der Päpstlichen Universität Gregoriana in Rom wurde er 2004 zum Dr. theol. promoviert. Er war Rector ecclesiae der Kirche San Rocco und Direktor sowie Professor für Fundamentaltheologie am interdiözesanen Höheren Institut für Religionswissenschaften St. Peter und Paul in Capua. Er wurde zum Kanoniker an der Kathedrale von Aversa ernannt und war als lokaler Mitarbeiter der Apostolischen Nuntiatur in Italien sowie als Mitarbeiter der Abteilung für allgemeine Angelegenheiten des Staatssekretariats tätig. Seit September 2022 war er Beamter des Wirtschaftssekretariats.
Am 3. Dezember 2022 ernannte ihn Papst Franziskus zum Titularerzbischof pro hac vice von Satrianum und zum beigeordneten Sekretär des Dikasteriums für die Evangelisierung mit der besonderen Berufung zum Präsidenten der Päpstlichen Missionswerke. Der Pro-Päfekt des Dikasteriums für die Evangelisierung, Luis Antonio Kardinal Tagle, spendete ihm am 28. Januar des folgenden Jahres im Petersdom die Bischofsweihe. Mitkonsekratoren waren der Substitut des Staatssekretariats, Erzbischof Edgar Peña Parra, und der Bischof von Aversa, Angelo Spinillo.
Am 25. Februar 2025 ernannte Papst Franziskus ihn zusammen mit Giuseppe Puglisi-Alibrand zu Generalsekretären des Governatorats der Vatikanstadt ab 1. März 2025.